# 中国人民解放军空军第十三军
中国人民解放军空军第十三军，军部驻地河北省获鹿县，隶属中国人民解放军北京军区空军。

## 沿革
1970年8月4日，在河北省石家庄市组建中国人民解放军空军第十三军。1971年1月在石家庄正式成立。隶属中国人民解放军北京军区空军建制领导。军部驻地河北省获鹿县。1976年1月该军番号撤销。
1970年4月28日，中共河北省委决定，将位于获鹿县莲花山脚下白鹿泉村的“河北省第三工人疗养院”（隶属河北省总工会）的房地产全部移交给北京军区空十三军。该疗养院宣告解散。1982年，根据中共中央〔1972〕28号文件和国务院、中央军委〔79〕29号文件精神，河北省总工会收回了原移交给空十三军的该疗养院房地产，并拨款50万元人民币，由石家庄市总工会负责恢复筹建“石家庄市白鹿泉工人疗养院”，1983年6月6日正式开院，隶属石家庄市总工会。

## 历任领导
| 军长 - 褚福田（1970年12月—1976年1月） 副军长 - 李长清（1970年12月—1976年1月） - 安平（1970年12月—1976年1月） - 武广成（1970年12月—1976年1月） | 政治委员 - 方中英（1970年12月—1976年1月） 副政治委员 - 张富强（1972年6月—1976年1月） - 武世鸿（1972年9月—1975年4月） |

| 参谋长 - 李华（1971年7月—1976年1月） | 政治部主任 - 汪永华（1970年12月—1976年1月） |